# Dolores Claiborne (película)
Dolores Claiborne (Título en español: Eclipse total) es una película dramática de suspenso psicológico estadounidense de 1995 dirigida por Taylor Hackford y protagonizada por Kathy Bates, Jennifer Jason Leigh, Christopher Plummer y David Strathairn. El guion, escrito por Tony Gilroy, se basa en la novela homónima de 1992 escrita por Stephen King. La trama se centra en la tensa relación entre una madre y su hija, contada en gran parte a través de escenas retrospectivas, después de que su hija llega a su remoto pueblo natal en una isla de Maine, donde su madre ha sido acusada de asesinar a la anciana de la que había sido, durante mucho tiempo, su cuidadora y compañera.
Dolores Claiborne fue la segunda adaptación cinematográfica de King protagonizada por Bates, después de Misery, cinco años antes. La película se rodó en varios lugares de la provincia de Nueva Escocia en 1994. Fue un inesperado éxito de taquilla, recaudando cerca de $50 millones en todo el mundo contra un presupuesto de $13 millones y poca promoción. La película fue bien recibida por la crítica, y las actuaciones de Bates y Leigh fueron especialmente elogiadas. Bates declaró en una entrevista retrospectiva que su interpretación de Dolores en la película es su actuación favorita de toda su carrera. En 2013, Time nombró Dolores Claiborne entre las 10 mejores adaptaciones cinematográficas de King.
Warner Bros. lanzó la película en Blu-ray el 21 de noviembre de 2017, bajo el sello Warner Archive Collection.

## Argumento
En 1995, Dolores Claiborne trabaja como empleada doméstica en la isla de Little Tall en Maine. Dolores tiene una lucha con su anciana patrona, parcialmente paralizada, Vera Donovan, en su mansión. Vera cae por las escaleras y Dolores saquea la cocina. Un cartero entonces la ve de pie junto a Vera con un rodillo, aparentemente con la intención de matarla. Vera muere y la policía inicia una investigación por asesinato.
La hija de Dolores, Selena St. George, es una periodista exitosa que vive en la ciudad de Nueva York. También padece de depresión y adicción a medicamentos prescritos. Ella llega a la ciudad para apoyar a su madre, a pesar de sus dudas sobre su inocencia. Siente poca simpatía por Dolores, ya que ella cree que asesinó a su esposo, Joe St. George, su padre, hace 18 años. Por ello ella no ha visto a su madre desde hace 15 años. Dolores insiste en que no mató a Vera.  El detective John Mackey, quien fue el detective en el caso de Joe, está decidido a encerrar a Dolores de por vida.
En 1975, Joe era un golpeador alcohólico, y una noche Dolores lo amenazó con matarlo con una hacha si volvía a tocarla. Selena, que entonces tenía 13 años, no sabía que su madre estaba siendo sujeta a abusos. También fue a trabajar como empleada doméstica para la señora Donovan para ahorrar dinero para pagar la educación de Selena. Un día Dolores fue al banco para retirar ese dinero para que ambas pudieran huir de los abusos de Joe. Sin embargo, Dolores dejó el plan cuando descubrió que Joe había robado ese dinero.
Dolores informa de lo ocurrido, pero Mackey no la cree y revela que Vera le ha dejado toda su fortuna en su testamento, que hizo ocho años antes, lo que casi convence a Selena de que su madre es culpable. Dolores finalmente le dice a Selena que antes de morir, Dolores se dio cuenta de que Joe estaba abusando sexualmente de Selena cuando le dio un medallón de reliquia. Selena, sin embargo, niega con furia cualquier abuso, y después de una feroz discusión, sale furiosa, dejando que Dolores se las arregle sola.
En 1975, Dolores se derrumbó y confesó los abusos de Joe a Vera, quien permaneció característicamente fría hasta que Dolores mencionó que estaba abusando sexualmente de Selena. Volviéndose inusualmente comprensiva, Vera insinuó que mató a su difunto e infiel esposo, Jack, en Maryland, y lo hizo parecer como un accidente automovilístico. También dijo: «A veces, Dolores, a veces tienes que ser una perra de alto nivel para sobrevivir. A veces, ser una perra es todo lo que una mujer tiene para aferrarse». La confesión de Vera formó un vínculo entre las dos mujeres. Luego convenció a Dolores de tomar el control de su situación. Al acercarse un eclipse solar total, Vera le dio entonces a Dolores el resto del día libre, insinuando también, que Dolores use ese tiempo para deshacerse de Joe, repitiendo su declaración anterior.
Dolores y Selena tuvieron una discusión sobre las sospechas de Dolores sobre el abuso sexual de Joe. Selena huyó de su casa durante el fin de semana para trabajar en un hotel, donde los invitados se habían congregado para el eclipse solar. Joe pronto regresó de trabajar en un barco de pesca y Dolores le ofreció una botella de whisky escocés para celebrar el eclipse. Después de que Joe se emborrachase, Dolores reveló que sabía del robo y del abuso sexual de Selena, provocando así a que la atacara y cayera en un viejo pozo, dejándolo morir mientras se hundía hacia el fondo de piedra. 
Selena escucha toda esto en una grabación que le dejó Dolores, quien había previsto su partida. Entonces Selena, de repente, descubre por el camino un recuerdo reprimido de su padre abusándola sexualmente. Dándose cuenta de la verdad, Selena, horrorizada de sí misma, se apresura a regresar con su madre, mientras asiste a la investigación del forense. 
Cuando Mackey presenta allí un caso para intentar acusar a Dolores de asesinato, Selena llega y le dice que no tiene pruebas admisibles, que solo lo hace por venganza personal contra ella, y que, a pesar de tener una relación tormentosa, Vera y Dolores se amaban. También le dice indirectamente, que ambos no tienen derecho a tratar el caso de su padre por haberlo tratado sin considerar el por qué de lo ocurrido haciendo así injusticia en el asunto, lo que les influenció a no tratar la muerte de Vera objetivamente. Dándose cuenta de que tiene razón, Mackey retira entonces los cargos a regañadientes. Luego Dolores y Selena se reconcilian antes del regreso de Selena a Nueva York.

## Reparto
- Kathy Bates como Dolores Claiborne
- Jennifer Jason Leigh como Selena St. George
  - Ellen Muth como Selena (13 años)
  - Taffara Jessica Stella Murray como Selena (5 años)
- Judy Parfitt como Vera Donovan
- Christopher Plummer como John Mackey
- David Strathairn como Joe St. George
- Eric Bogosian como Peter
- John C. Reilly como Frank Stamshaw
- Bob Gunton como Sr. Pease
- Roy Cooper como Juez
- Wayne Robson como Sammy Marchant
- Ruth Marshall como Secretaria
- Weldon Allen como Camarero
- Tom Gallant como Buscador
- Kelly Burnett como Jack Donovan

## Producción
La película fue filmada en 1994 en varios lugares de la provincia de Nueva Escocia, Canadá. Cabe destacar también que un incendio en el set causó perdidas de un millón de dólares respecto a los costos de la filmación de la película.

## Temas e interpretaciones
Aunque normalmente se clasifica como un drama de suspenso psicológico, algunos críticos, como Roger Ebert, han clasificado a Dolores Claiborne como una película de terror, aunque también se la ha identificado como un romance gótico.

### Represión
La teórica del cine Kirsten Thompson identifica la película como un melodrama, «producido por la represión de traumas específicos, [en este caso] violencia doméstica e incesto.» Según Martha McCaughey y Neal King, el uso de escenas retrospectivas en la película sugiere un punto de vista narrativo específico al considerar los temas de abuso e incesto de la película entre Dolores, así como entre Selena y Joe: «Que todos los flashbacks, excepto uno, pertenecen a Dolores nos dice que no solo estamos viendo su historia, sino que también nos habla de la indisponibilidad del pasado para Selena, y del desplazamiento y la represión forzados a jugar por la experiencia del incesto de la niña.»
La escena retrospectiva en la que Selena recuerda cómo su padre la obligó a darle un hand-job en el ferry ha sido especialmente destacada por los críticos: «Aquí, Selena y el espectador por igual llegan finalmente a ver las transgresiones de Joe y, por implicación, a comprender la verdad de las violaciones de Dolores. A lo largo de esta escena, la perspectiva que ofrece la cámara permanece firmemente centrada en las reacciones de la víctima del delito sexual.»

### Interpretación feminista
Dolores Claiborne ha sido citada como una película «conscientemente feminista» que «combina el impulso melodramático con la estructura de investigación de un thriller policiaco negro y una conciencia feminista contemporánea.» La película también se ha leído como un ejemplo de un melodrama materno que presenta una «figura materna idealizada» que sacrifica las necesidades propias por las de los demás. En el libro Screening Genders, un académico consideró a Dolores Claiborne y Damas del teatro (1937) como las únicas películas «verdaderamente feministas≫ realizadas en Hollywood, en el sentido de que «no se escapan al final.»
Britt Hayes escribe sobre el personaje principal: «A través de Dolores, Stephen King explora de manera conmovedora la forma en que el mundo a menudo obliga a las mujeres a una serie de compromisos, y la forma en que esos pequeños compromisos tienen una forma de acumularse hasta una altura imponente, arrinconándonos hasta que no tenemos más opción que convertirnos en perras... una mujer (una esposa, una madre) es abusada emocional y físicamente hasta el punto en que se rompe y siente que no tiene otra opción [que convertirse en una perra].» Las tres mujeres principales de la historia, Dolores, Serena y Vera, repiten, mutatis mutandis, «A veces ser una perra es todo lo que una mujer tiene para aferrarse»

## Recepción

### Taquilla
La película debutó en el número tres durante la semana del 26 de marzo de 1995, con $5 721 920. Continuó ganando $24 361 867 a nivel nacional. Eso la clasifica como la 15.ª película más taquillera basada en una novela de King, sin ajustar por inflación. Ajustado a la inflación, se ubica como el 17 más alto.

### Crítica

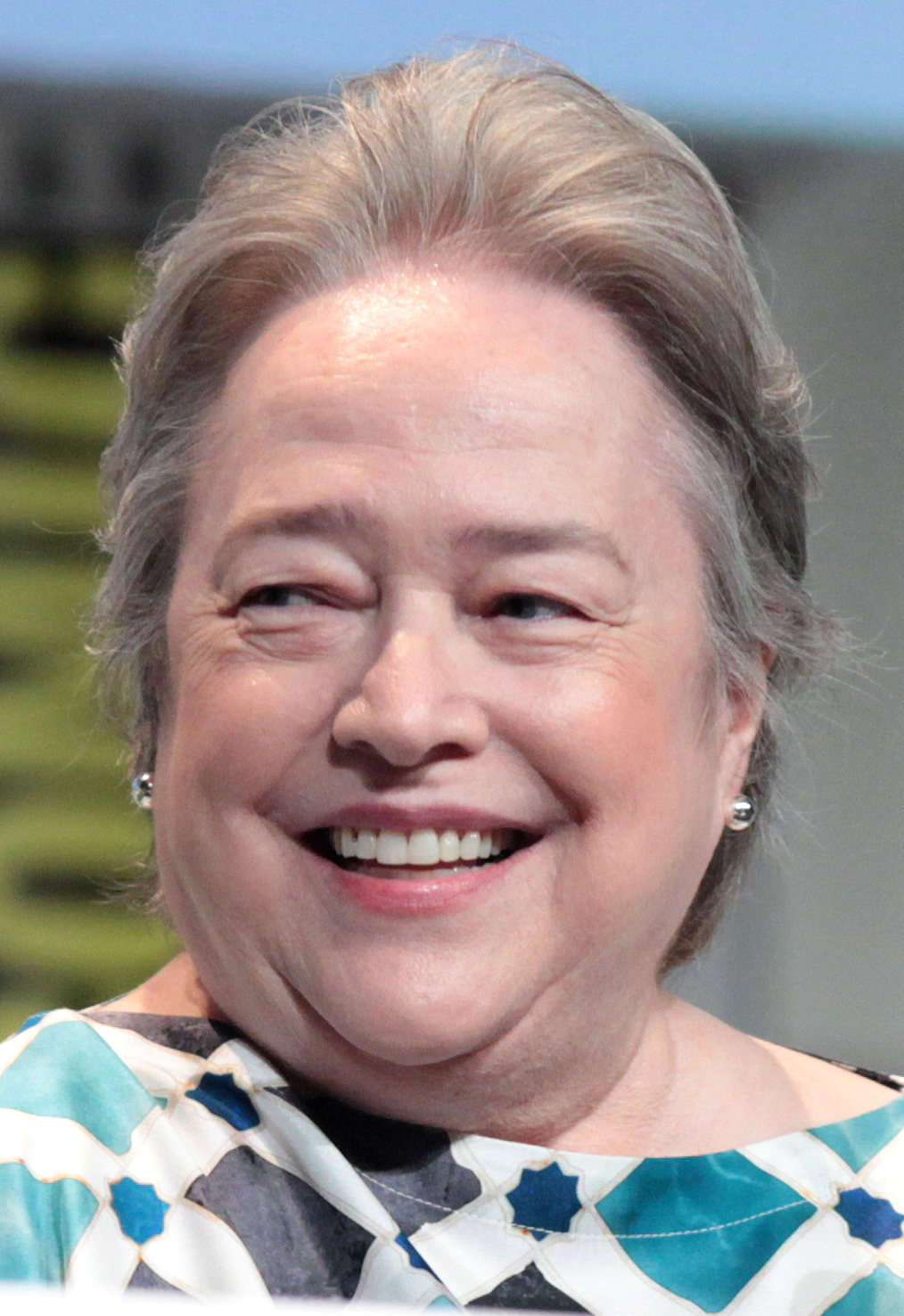
Kathy Bates fue elogiada por la crítica por su interpretación en la película.

Dolores Claiborne recibió reseñas positivas por parte de los críticos y tuvo un buen recibimiento por parte de la audiencia. El sitio web del agregador de reseñas Rotten Tomatoes informó una calificación de aprobación del 85% según 47 reseñas, con una calificación promedio de 6.9/10. El consenso de los críticos del sitio web afirma: «Kathy Bates post-Misery demuestra ser otro conducto maravilloso para las novelas de Stephen King en este thriller paciente y gradualmente aterrador.» El sitio web Metacritic le dio una puntuación promedio ponderada de 62 sobre 100, lo que indica «críticas generalmente favorables».
Janet Maslin del The New York Times la llamó «una película vívida que gira en torno a la potencia de la actuación de Bates ... Solo después de que la película ha sentado cuidadosamente las bases para una historia de viejas heridas y contratiempos violentos, la verdad anticlimática se hace evidente.» Roger Ebert le dio tres de cuatro estrellas y elogió las actuaciones de Bates y Leigh, diciendo: «Esta es una historia de terror, pero no sobrenatural; todos los elementos salen de tal horrores cotidianos como el alcoholismo, la violencia doméstica, el abuso infantil y el pecado del orgullo.»
Entertainment Weekly, sin embargo, le dio una reseña negativa a la película, otorgándole una calificación D+ y diciendo: «Este thriller psicológico solemnemente ridículo es como una de las viejas brujas góticas de Hollywood convertida en un maratón terapéutico; es Cálmate, dulce Carlota para la era de Oprah.»

### Premios y nominaciones
Bates y Jennifer Jason Leigh fueron nominadas a Mejor actriz y Mejor actriz de reparto, respectivamente, en los Premios Saturn de 1996. Ellen Muth también ganó el Premio del Festival Internacional de Cine de Tokio a la Mejor actriz de reparto.